# 4,6-Dinitroresorcin
4,6-Dinitroresorcin ist ein gelber Feststoff, der sowohl zur Stoffgruppe der Phenole, als auch zur Stoffgruppe der Nitroaromaten gehört.

## Darstellung
Die Darstellung von 4,6-Dinitroresorcin beruht darauf, vor der eigentlichen Nitrirerung die Position 2 am Benzolkern sterisch zu hindern. Dazu wird Resorcin mit Essigsäureanhydrid zum Diacetat verestert, dann wird mit Salpetersäure und Schwefelsäure nitriert und der Ester verseift.
Ein weiterer Syntheseweg geht vom 2-Chlorresorcin aus, das zunächst zum 2-Chlor-4,6-dinitroresorcin nitriert wird. Danach wird das Chloratom wieder entfernt.

## Derivate
Die Alkylierung von 4,6-Dinitroresorcin führt zu verschiedenen Ethern, deren Schmelzpunkte in untenstehender Tabelle gelistet sind.
| Verbindung   | Monomethylether | Dimethylether | Monoethylether | Diethylether |
| CAS-Nummer   | 51652-35-8      | 1210-96-4     |                |              |
| Molmasse     | 214,1           | 228,1         | 228,1          | 256,2        |
| Schmelzpunkt | 113 °C          | 157 °C        | 77 °C          | 133 °C       |

Veresterung mit Essigsäureanhydrid führt zum Diacetat, dessen Schmelzpunkt bei 139 °C liegt.

## Verwendung
4,6-Dinitroresorcin ist ein Zwischenprodukt bei der Herstellung von Poly-(p-phenylenbenzobisoxazol) (PBO).